# Type-Moon
Type-Moon (stylizowane na TYPE-MOON) – japoński producent gier komputerowych, znany ze swoich powieści wizualnych, założony przez pisarza Kinoko Nasu oraz ilustratora Takashiego Takeuchi. Znany jest również pod nazwą Notes Co., Ltd. (jap. 有限会社ノーツ Yūgen-kaisha Nōtsu) dzięki działalności wydawniczej i korporacyjnej, ponieważ to oficjalna nazwa firmy, podczas gdy Type-Moon to marka będąca hołdem dla oryginalnej grupy dōjin. Po stworzeniu powieści wizualnej Tsukihime Type-Moon połączył się z tą grupą i stworzył Fate/stay night.

## Historia
Type-Moon został założony przez artystę Takashiego Takeuchi i pisarza Kinoko Nasu, których pierwszym projektem była powieść Kara no Kyoukai, która pierwotnie ukazała się w październiku 1998 r. i została przedrukowana w 2004 r. Nazwa firmy Type-Moon faktycznie pochodzi od jednego ze starszych dzieł Nasu, Notes., opublikowanego w maju 1999 r. w dōjinshi Angel Voice. W grudniu 2000 roku Type-Moon wydało powieść wizualną dla dorosłych Tsukihime na system Windows, która sprzedała się bardzo dobrze i zgromadziła szerokie grono fanów ze względu na obszerną fabułę oraz unikalny styl opowiadania autorstwa Kinoko Nasu. Tsukihime została zaadaptowana w 2003 roku jako serial anime, Shingetsutan Tsukihime, wyprodukowany przez J.C.Staff, oraz mangę opartą na anime, publikowaną od 2004 roku.
W styczniu 2001 roku Type-Moon wydało Plus-Disk, dodatek do Tsukihime, który zawierał trzy opowiadania poboczne i różne multimedia. W sierpniu 2001 r. Type-Moon wydało kontynuację Tsukihime, Kagetsu Tohya, a wkrótce, w kwietniu 2003 r., wydała Tsuki-Bako, specjalny zestaw trzech dysków, który zawierał Tsukihime, Plus-Disk i Kagetsu Tohya, a także zremiksowaną ścieżkę dźwiękową do gier i wiele innych multimediów.
W grudniu 2002 Typ-Moon we współpracy z French-Bread wydało pierwszą bijatykę, Melty Blood, grę dōjin na PC opartą na uniwersum Tsukihime. Wkrótce pojawiło się rozszerzenie, Melty Blood Re-ACT, wydane w maju 2004 r., do którego aktualizacja, Melty Blood Re-ACT Final Tuned, została wydana jako bezpłatna aktualizacja przez Internet. Został wydany również port na automaty do gier, Melty Blood: Act Cadenza w marcu 2005 roku oraz na konsolę PlayStation 2 w sierpniu 2006 roku.
Type-Moon wkrótce z grupy dōjin przeistoczyło się w organizację komercyjną, a 30 stycznia 2004 roku wydali swoją pierwszą komercyjną grę eroge na PC, Fate/stay night. Później została zaadaptowana jako serial anime, wyprodukowany przez Studio Deen, który obejmował pierwszą ścieżkę Fate i był emitowany w 24 odcinkach w Japonii od 6 stycznia 2006. Kolejana adaptacja obejmująca wydarzenia ścieżki Unlimited Blade Works produkowana była dwukrotnie: raz przez Studio Deen jako film (Fate/stay night: Unlimited Blade Works, 2010) oraz drugi raz przez Ufotable jako 25-odcinkowy serial anime (Fate/stay night: Unlimited Blade Works, 2014). Trzecia ścieżka Heaven’s Feel zaplanowana jest jako trylogia filmów o podtytułach Presage Flower (2017), Lost Butterfly (2019) i Spring Song (2020). Manga ukazywała się w okresie od 26 grudnia 2005 r. do 26 października 2012 r. w „Gekkan Shōnen Ace”. Kontynuacja gry Fate/stay night, Fate/hollow ataraxia, została wydana 28 października 2005 roku. Fate/stay night wydano również na platformie PS2 w maju 2007 roku. Prequel, Fate/Zero, został wydany jako light novel przez Gena Urobuchiego (z nitro+) pod nadzorem Kinoko Nasu, z grafiką Takashiego Takeuchi, w latach 2006–2007, a następnie jako anime produkowane przez Ufotable w latach 2011–2012.
Na Comiket 72 w 2007 roku wydali „All Around TYPE-MOON drama CD”.
W sierpniu 2019 roku Type Moon ogłosiło założenie nowej firmy o nazwie Type-Moon Studio BB, studia produkującego gry komputerowe, z byłym pracownikiem Square Enix i Atlus Kazuyą Nino, który był reżyserem serialu Trauma Center, Etrian Odyssey i Dragon Quest Builders jako szef studia. Według Nino firma planuje tworzyć gry 3D o średniej i dużej skali opracowane we współpracy z zewnętrznymi programistami, a także gry 2D o małej skali opracowane we własnym zakresie.

## Wydawnictwa
Type-Moon opracował i wyprodukował:

### Puste granice: Ogród grzeszników
Puste granice: Ogród grzeszników (jap. 空の境界 Kara no kyōkai), określany także jako Rakkyo (jap. らっきょ), to light novel. Pierwszych pięć rozdziałów zostało wydanych pierwotnie od października 1998 roku do marca 1999 za pośrednictwem prowadzonej przez Nasu i Takeuchi strony poświęconej dōjinom, o nazwie Takebōki (jap. 竹箒). Dwa ostatnie rozdziały zostały opublikowane podczas Comiketu w sierpniu 1999 roku. Rozdziały zostały później ponownie opublikowane przez wydawnictwo Kōdansha w dwóch tomach w 2004 i ponownie w trzech tomach w latach 2007–2008. Ufotable wyprodukował serię siedmiu filmów anime opartych na serialu w latach 2007–2009, a także wyprodukował OVA w 2011 roku. Kolejny film anime został wyprodukowany i wydany w 2013 roku. Adaptacja mangi zilustrowana przez Sphere Tenku rozpoczęła serializację we wrześniu 2010 r. w internetowym magazynie Seikaisha Saizensen.

### Tsukihime
- Tsukihime, powieść wizualna na PC, wydana pierwotnie w grudniu 2000 roku. Jej telewizyjna adaptacja o nazwie Shingetsutan Tsukihime wyprodukowana przez J.C.Staff była emitowana w 2003 roku.
- Tsukihime PLUS-DISC, wydane w styczniu 2001 roku.
- Kagetsu Tohya, kontynuacja Tsukihime na PC, wydana w sierpniu 2001 roku.
- Tsukibako, specjalny zestaw trzech dysków zawierającyTsukihime, Tsukihime PLUS DISC i Kagetsu Tohya oraz zremiksowaną ścieżkę dźwiękową do gier i innych multimediów, wydana w kwietniu 2003 roku.
- Tsukihime -A piece of blue glass moon-, wydany na konsole PlayStation 4 oraz Switch we wrześniu 2021 roku remake gry Tsukihime[2][3].

### Fate/
- Fate/stay night, powieść wizualna na PC, wydana 30 stycznia 2004 r. Wersja DVD została wydana 29 marca 2006 r., nie erotyczny port PS2 zatytułowany Fate/stay night [Réalta Nua] został wydany w 2007 r. i ponownie przeportowany na PC w trzech wersjach obejmujących każdą ścieżkę. Obecnie istnieją cztery adaptacje anime Fate/stay night: pierwsza została wyprodukowana przez Studio Deen i oparta głównie na ścieżce Fate, druga to adaptacja filmowa trasy Unlimited Blade Works, wyprodukowana również przez Studio Deen, trzecia to seria anime wyprodukowana przez Ufotable, również pokrywająca ścieżkę Unlimited Blade Works, a czwarta to ścieżka Heaven’s Feel, która jest obecnie produkowana jako trylogia filmowa przez Ufotable[4].
- Fate/hollow ataraxia, kontynuacja Fate/stay night na PC, wydana 28 października 2005, ponownie wydana na PS Vita 27 listopada 2014[5].
- Fate/Unlimited Codes, bijatyka 3D, wydana 28 października 2005. na Arcade, PS2 i PSP.
- Fate/Zero, light novel, będąca prequelem Fate/Stay Night, wydana 12 grudnia 2006 roku. Wykonane we współpracy z Nitroplus. Zaadaptowana przez Ufotable jako serial anime emitowany od października 2011 r. do czerwca 2012 r.
- Fate/tiger colosseum, bijatyka 3D, wydana 13 września 2007 r. na PSP. Wykonana przez Capcom i Cavia.
- Fate/kaleid liner Prisma Illya, seria spin-off, napisana i zilustrowana przez Hiroyamę Hiroshi, publikowana w magazynie Comp Ace w latach 2007–2008, a następnie dwie kontynuacje zatytułowane 2wei! i 3rei!!
- Fate/Extra, dungeon crawler RPG na PSP, wydany w lipcu 2010 roku. Sequel Fate/Extra CCC został wydany w marcu 2013 roku. Zaadaptowany przez Shaft jako serial anime Fate/Extra Last Encore.
- Fate/Apocrypha, light novel napisana przez Yuuichirou Higashide i zilustrowana przez Konoe Ototsugu, ukazała się w okresie od grudnia 2012 r. do grudnia 2014 r. w pięciu tomach. Zaadaptowana w 2017 r. przez A-1 Pictures jako serial anime.
- Fate/Prototype: Fragments of Sky Silver, light novel napisana przez Hikaru Sakurai, zilustrowana przez Nakaharę i wydana przez Kadokawę Shouten, rozpoczęła publikację w sierpniu 2013 roku. Jest to prequel Fate/Prototype, oryginalnej wersji Fate/stay night z żeńską bohaterką.
- Fate/Labyrinth, light novel napisana przez Hikaru Sakurai i zilustrowana przez Nakaharę. Działa jako historia poboczna Fate/Prototype: Fragments of Blue and Silver, została wydana między trzecim a czwartym tomem Fragments.
- Fate/Strange fake, light novel napisana przez Ryohgo Naritę, zilustrowana przez Morii Shizuki i opublikowana w Dengeki Bunko od 10 stycznia 2015 r. Jest to przeróbka oryginalnego, opublikowanego w kwietniu 2008 r. internetowego prima aprilisowego żartu, znanego jako Fake/States night, który został później zredagowany i włączony do TYPE-MOON Ace Vol.2 w 2009 roku. Adaptacja mangi, również zilustrowana przez Morii Shizuki, jest wydawana wraz ze wspomnianą obecnie nowelizacją[6].
- The Case Files of Lord El-Melloi II, light novel napisana przez Makoto Sandę, zilustrowana przez Sakamoto Mineji i opublikowana przez TYPE-MOON pod ich wytwórnią TYPE-MOON BOOKS[7]. Jest uważany za poboczną historię Fate/Zero, podążającą za jednym z bohaterów jako dorosły. Ogłoszono adaptację mangi zilustrowaną przez Tō Azumę[8]. Adaptację anime wyprodukowało w 2019 r. studio Troyca.
- Fate/Grand Order, gra RPG na Androida i iOS wydana w lipcu 2015 roku. W grze występują bohaterowie z poprzednich uniwersów Fate oraz nowe postacie. Pojawiła się nowa klasa postaci – Shielder. Adaptację pierwszego rozdziału gry jako filmu Fate/Grand Order: First Order wykonało studio Lay-duce.
- Fate/Extella: The Umbral Star, gra RPG akcji wydana w 2017 roku na PS4, PS Vita, Nintendo Switch i Microsoft Windows.
- Fate/Extella: Link, gra RPG akcji wydana w 2019 roku, która nie była bezpośrednią kontynuacją Umbral Star, ale własną indywidualną historią na PS4, PS Vita, Nintendo Switch i Microsoft Windows.
- Fate/Requiem, light novel Meteo Hoshizory opublikowana w grudniu 2018 r.

### Melty Blood
- Melty Blood, gra komputerowa na PC, we współpracy z French-Bread, wydana w grudniu 2002 roku. Manga wydawana była od czerwca 2005 r. do sierpnia 2011 r.
- Melty Blood ReACT, rozszerzenie do Melty Blood, wydane w maju 2004 roku.
- Melty Blood ReACT Final Tuned, aktualizacja łatki do Melty Blood ReACT, wydana do pobrania za darmo.
- Melty Blood: Act Cadenza, port zręcznościowy do Melty Blood, wydany na platformę PS2 w 2006 roku.
- Melty Blood: Act Cadenza Wersja B, zaktualizowana wersja Act Cadenza, została wydana 27 lipca 2007 roku.
- Melty Blood: Actress Again, wydana we wrześniu 2008 r. na arcade, port PS2 wydano w sierpniu 2009 r.
- Melty Blood: Actress Again CurrentCode, pierwsza bijatyka 2D na platformę zręcznościową Sega RingWide, została wydana 29 lipca 2010 roku. Wersja 1.07 została wydana później dla arcade w październiku 2011 r. oraz na PC w grudniu 2011 r. Wraz z wydaniem Blu-ray limitowanej edycji Carnival Phantasm Season 3. Zaktualizowana wersja została wydana na platformie Steam w kwietniu 2016 r.

### Inne prace
- Decoration Disorder Disconnection (DDD), light novel napisana przez Kinoko Nasu i zilustrowana przez Hirokazu Koyamę. Po wydaniu dwóch tomów w 2004 roku seria jest obecnie w zawieszeniu.
- 428: Shibuya Scramble – Nasu napisał specjalny scenariusz do gry, do którego Takashi Takeuchi dostarczył projekty postaci. Kontynuacja tego scenariusza to anime, Canaan.
- Carnival Phantasm, animowana seria OVA mieszająca postacie z Tsukihime, Kagetsu Tohya, Fate/stay night, Fate/hollow ataraxia i Melty Blood, z niewielkimi wystąpieniami postaci z Fate/Zero, Fate/EXTRA, Kara no Kyoukai, Mahoutsukai no Hako i KOHA-ACE.
- Fire Girl, light novel z oryginalną historią byłego członka Liarsoft Meteo Hoshizory i ilustracjami bunbun, opublikowaną przez TYPE-MOON pod ich wytwórnią TYPE-MOON BOOKS.
- Mahōtsukai no Yoru, powieść wizualna napisana przez Kinoko Nasu, obejmująca sztukę Hirokazu Koyamy i muzykę Fukasawy Hideyuki. Oryginalnie napisana i osadzona przed Tsukihime historia opowiada o młodej Aozaki Aoko wraz z dwiema nowymi postaciami – Kuonji Alice i Soujuuro Shizuki. W wywiadzie dla 4Gamer Kinoko Nasu wyraził chęć stworzenia gry, która wydawałaby się ukończoną pracą, i uważa to za sukces[9]. Gra ta została wydana 12 kwietnia 2012 r. Była to pierwsza powieść wizualna Type-Moon wydana bez ograniczenia dla dorosłych.
- World Conquest Zvezda Plot, serial telewizyjny anime z 2014 w reżyserii Tensai Okamury, ze scenariszem Meteo Hoshizory i wyprodukowany przez A-1 Pictures.
- Sekai Seifuku 〜 Shiroi Keito do Manatsu no Berubiaaje, light novel opowiadająca historię poboczną World Conquest Zvezda Plot, napisana przez Kō Kimurę i zilustrowana przez Kōhaku Kuroboshi, wydana w marcu 2014 roku, opublikowana przez Ichijinsha.

### Nadchodzące prace
- Girls’ Work, serial anime dla wszystkich grup wiekowych ze scenariuszem byłego członka Liarsoft Meteo Hoshizory, z projektami postaci Eri Takenashi. Serial ma zostać wyprodukowany przez studio Ufotable[10].